# Nebuunet
Nubuunet o Nebuenet (Nbw-wn.tj, "L'or -és a dir, Hathor- s'obre") va ser una reina egípcia de la VI dinastia. Era una esposa del rei Pepi I.
Els seus títols eren:
- Gran del ceptre d'Hetes (wrt-ḥts)
- La que veu Horus i Seth (m33t-ḥrw-stš)
- Gran dels Elogis (wrt-hzwt)
- Dona del Rei, la seva estimada (hmt-niswt mryt.f)
- Estimada esposa del rei de Pepi-Mennefer (ḥmt-niswt-nt-ppy-mn-nfr-mryt.f)
- Companya d'Horus (smrt-ḥrw).

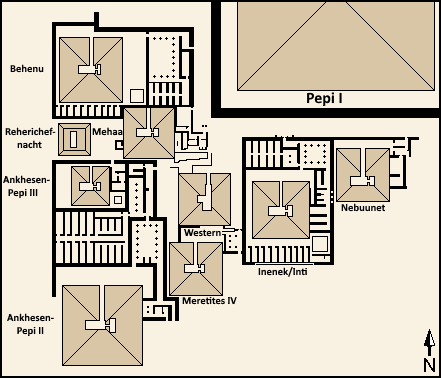
Situació de la piràmide de Nebuunet.

Nubuunet va ser enterrada en una piràmide que s'associa amb el complex de piràmides de Pepi I a Saqqara. El seu complex funerari es troba a l'extrem oriental del complex de piràmides de Pepi I. Nebuunet tenia una petita piràmide (els costats feien uns 21 m de llargada i tenia una alçada d'uns 21 m) que va ser descoberta el 1988 per aarqueòlegs francesos; a l'interior de la piràmide hi van trobar fragments d'un sarcòfag de granit rosa i restes de mobiliari funerari. L'estructura funerària de Nebuunet també contenia un petit complex mortuori, que actualment està majoritàriament destruït. La piràmide es va fer de pedra calcària, mentre que el temple es va construir amb maons de fang.